# Tetris Ultimate
Tetris Ultimate est un jeu vidéo de puzzle développé par SoMa Play et édité par Ubisoft sorti en 2014 sur Windows, PlayStation Vita, Nintendo 3DS, Xbox Live Arcade, Nintendo eShop et PlayStation Network. À l'occasion des 30 ans de la licence Tetris, Ubisoft s'est associé avec The Tetris Company.

## Système de jeu
Pour la première fois dans la licence Tetris, le jeu incorpore un système de classement international, où l'ensemble des meilleurs scores des joueurs sont répertoriés.
Le jeu propose plusieurs modes : le mode solo, le mode multijoueur (local ou en ligne) et le mode défi

## Développement
Pour fêter les 30 ans de la licence Tetris, Ubisoft s'associe à The Tetris Company afin de sortir le jeu sur les dernières consoles,. Pour ce faire, Ubisoft acquiert en janvier 2014 les droits de la licence Tetris sur les consoles de salon et portables. Electronic Arts, auparavant détenteur exclusif sur ces plates-formes, conserve ses droits.
En décembre 2014, à la suite de la sortie du jeu, Nintendo a retiré la version Game Boy de Tetris et la version Tetris Axis du Nintendo eShop.